# Port lotniczy Diego Aracena
Port lotniczy Diego Aracena (hiszp. Aeropuerto Internacional Diego Aracena) – port lotniczy zlokalizowany w chilijskim mieście Iquique.